# 月蔵寺

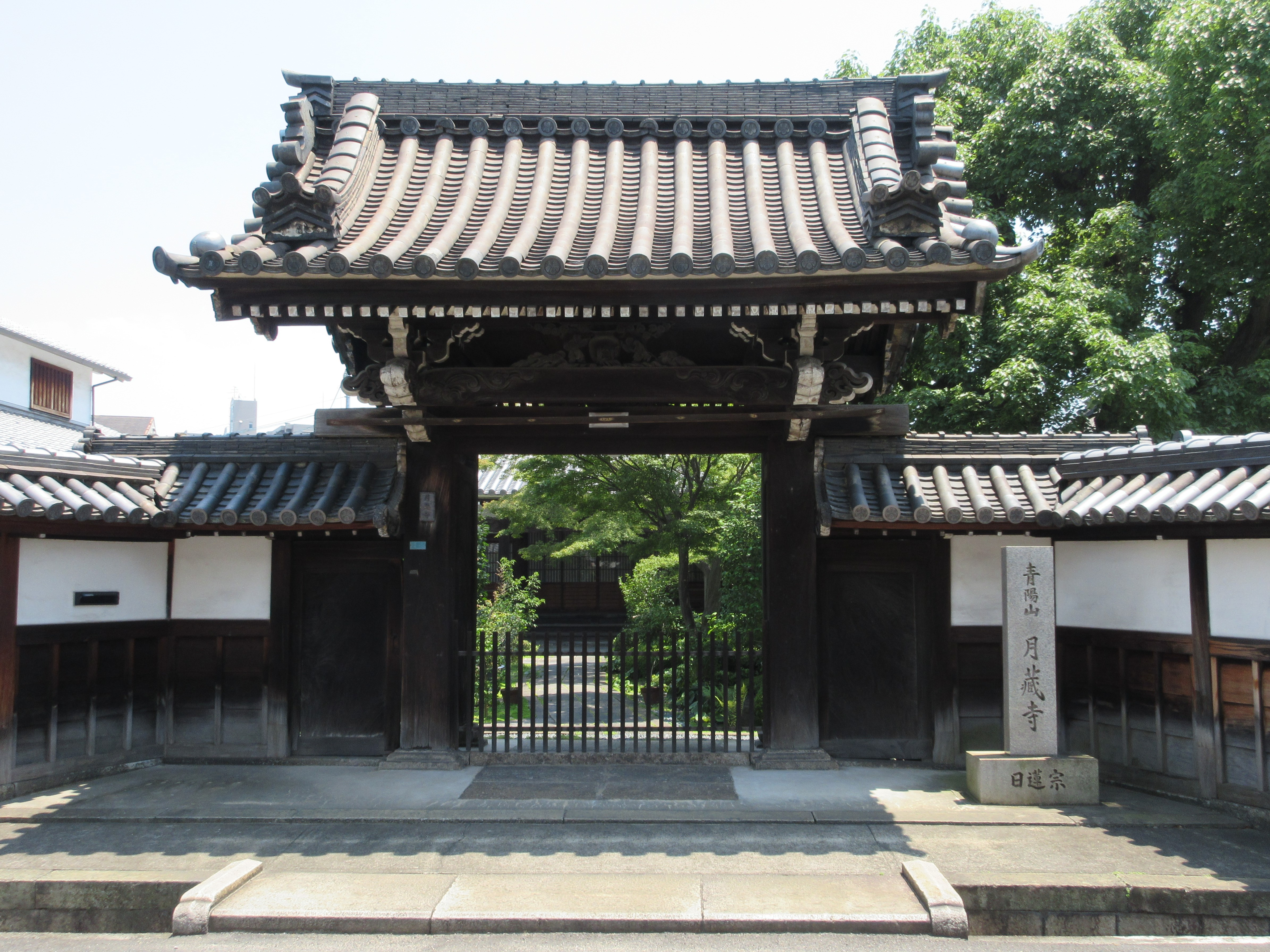
山門

月蔵寺（がつぞうじ）は、大阪府堺市にある日蓮宗の寺院。

## 歴史
明応4年（1495年）由緒寺院の京都頂妙寺の末寺として堺北之庄桜之町北横町字燈籠之辻に本光院日了の開山で創建された本光坊が起源という。
天文12年（1543年）現在地付近に移転、豪商油屋伊達常言（佛心院日珖（由緒寺院妙国寺開山）の父）の寄進を受け堂宇が建立された。この時妙国寺の中本寺として現在の寺号に改めたという。
慶長20年（1615年）4月28日には大坂夏の陣の余波を受けた兵火により焼失した。
その後堺奉行長谷川藤広の家臣風間六右衛門尉道喜が行った元和の町割りで現在の場所に移転された。

## 境内
- 本堂

大阪夏の陣で焼失した後、正徳2年（1712年）に再建。幾度も修復を重ね、平成6年の開創五百年記念事業での修復を経て現在に至る。
- 山門

嘉永3年（1850年）に当時の御殿医であった廣岡氏・巴氏の寄進により再建された江戸末期を代表する遺構とされる。
- 日月園[2]
- くすのき

堺市保存樹林・樹木（昭和54年3月15日指定）

## 関連資料
- 『堺市史 第7巻』